# Memories of My Body
Pour plus de détails, voir Fiche technique et Distribution.
Memories of My Body (Kucumbu Tubuh Indahku, Mon beau corps me manque) est un film indonésien réalisé par Garin Nugroho, sorti en 2018.
Projeté à la Mostra de Venise 2018, le film est choisi pour représenter l'Indonésie pour l'Oscar du meilleur film international à la 92e cérémonie des Oscars, sans être nommé. Il est interdit dans certaines villes du pays par des responsables politiques pour des raisons de morale religieuse.

## Synopsis
Le film raconte la vie du personnage principal, Wahyu Juno, en quatre parties, de l'enfance à l'âge adulte. Son nom est inspiré d'Arjuna, un héros du Mahabharata à plusieurs facettes.
Au début, Juno est un enfant dans un petit village de Java, dans les années 1980, grandissant sans son père qui est parti à cause des massacres de 1965-1966 en Indonésie. Juno s'intéresse à une tradition locale de Java, la danse Lengger, où un homme peut s'habiller en femmes pour danser avec un autre homme. Mais il en est dissuadé quand le professeur de danse le force à regarder le sexe de sa femme, puis qu'il tue un étudiant avec qui sa femme le trompait.
Juno est ensuite recueilli par sa tante, qui découvre qu'il peut déterminer la fertilité des poules par toucher cloacal. Juno reprend des cours de danse auprès d'une femme, mais quand un jour elle propose à Juno de toucher sa poitrine en souvenir de sa mère, les villageois la considèrent comme immorale et la chassent.
Adolescent, Juno tombe amoureux d'un boxeur, qui cherche à se conformer à l'image de l'homme viril.
Adulte, Juno est membre permanent d'une troupe de danseurs. Mais il doit faire face à l'hostilité d'un responsable politique local. Quand il repousse les avances d'une danseuse, il doit aussi affronter le ressentiment de cette dernière et l'incompréhension de son entourage.

## Fiche technique
Sauf indication contraire, les informations mentionnées dans cette section peuvent être confirmées par la base de données cinématographiques IMDb,  présente dans la section « Liens externes ».
- Titre original : Kucumbu Tubuh Indahku
- Titre international : Memories of My Body
- Réalisation : Garin Nugroho
- Scénario : Garin Nugroho
- Direction artistique : Edy Wibowo
- Photographie : Gay Hian Teoh
- Montage : Greg Araya
- Musique : Ramondo Gascaro
- Production : Ifa Isfansyah
- Société de production : Fourcolors Films, Go-Studio
- Société de distribution : Asian Shadows
- Pays d'origine :  Indonésie
- Langue originale : javanais
- Genre : Film dramatique initiatique
- Durée : 107 minutes
- Dates de sortie : 
  - Mostra de Venise : 6 septembre 2018
  - Indonésie : 16 février 2019
  - Indonésie (version censurée) : 18 avril 2019

## Distribution
- Muhammad Khan : Wahyu Juno
- Raditya Evandra : Juno enfant
- Rianto : le Danseur
- Sujiwo Tejo : l'instructeur de Lengger
- Teuku Rifnu Wikana : le régent
- Randy Pangalila : le boxeur
- Whani Dharmawan : le warok
- Endah Laras : la tante de Juno
- Dwi Windarti : le professeur de danse

## Accueil critique
Pour le critique de CNN Indonesia, l'intrigue du film est plus vaste que l'histoire de son personnage, et demande aux spectateurs de faire appel à leur ouverture d'esprit. Pour Tirto, c'est le plus beau film de Garin Nugroho depuis 1998. Le critique de Medcom sait gré au film d'aborder des dilemmes humains rarement évoqués en public, comme la diversité de genre, ainsi que les sujets du traumatisme personnel et du traumatisme national lié à l'histoire de l'Indonésie. Pour The Jakarta Post, vu au sein de l'histoire du cinéma indonésien, ce film s'empare des questions liées au genre dans la société indonésienne, et provoque son public en représentant la bisexualité et l'homosexualité présentes dans les traditions indonésiennes, et les préjugés nourris contre elles.
Pour le site italien Quinlan, le film ne dénonce pas seulement la dictature militaire, mais aussi l'époque de transition démocratique, où tout écart des normes sexuelles continue d'être considéré comme une déviance, alors que les traditions javanaises montrent que le mélange de féminin et de masculin fait partie de la culture ancestrale. Pour The Hollywood Reporter, Memories of My Body offre l'image complexe des actifs traumas sociaux et historiques cachés dans les corps et les esprits des groupes sociaux marginalisés et opprimés dans un pays seulement laïc de nom.

## Interdictions
La vice-présidente de la commission jeunesse et famille du conseil des oulémas indonésien reçoit des plaintes concernant le contenu LGBT du film, et demande que le film ne soit pas distribué, pour protéger la moralité des familles. Le gouvernement du kabupaten de Garut interdit de montrer le film, qui pourrait mener à accepter les pratiques LGBT. Le maire de Pontianak interdit par circulaire la projection du film, pour protéger le public de comportements considérés comme « déviants ». Le régent de Kubu Raya dans le Kalimantan occidental interdit par circulaire la projection du film, considéré comme contraire aux valeurs religieuses et risquant de bousculer les normes sociales. Le maire de Depok interdit la projection du film dans sa ville, par crainte du contenu LGBT et de son influence sur la jeunesse.

### Réactions
Des militantes féministes ont manifesté à Yogyakarta pour défendre le film et les droits des femmes et des minorités.
Un professeur de sociologie à l'université Airlangga, examinant les arguments d'une pétition appelant au boycott du film, rappelle que le film ne cherche pas à modifier l'orientation sexuelle des gens, et que les politiques répressives des comportements LGBT, au lieu d'éliminer ces pratiques, génèrent la résistance.
L'association des réalisateurs de film indonésiens a réaffirmé la liberté d'expression et dénoncé les persécutions, rappelant d'autres films engagés qui ont eu à subir la censure et les demandes d'interdiction : Pocong, Suster Keramas, Cin(T)a, Perempuan Berkalung Sorban, Cinta Tapi Beda, Naura & Genk Juara, et Dilan 1991.
Pour CNN Indonesia, les demandes d'interdiction du film pour immoralité confirment la dénonciation des préjugés et des persécutions que porte le film.

## Récompenses
- Asia Pacific Screen Awards 2018 : prix de la diversité culturelle de l'UNESCO[17]
- Festival international du film de Guadalajara 2019 : mention honorable
- Festival du film indonésien 2019 : prix du meilleur film pour Ifa Isfansyah, de la meilleure réalisation pour Garin Nugroho, de l'acteur dans un premier rôle pour Muhammad Khan, de l'acteur dans un second rôle pour Whani Dharmawan, de la musique pour Ramondo Gascaro, de la direction artistique pour Edy Wibowo et du meilleur montage pour Greg Araya[18].